# The X Factor (Reino Unido)
The X Factor é um talent show de canto da televisão britânica. Criado por Simon Cowell, estreou em 2004 que veio como substituto do Pop Idol (criado por Simon Cowell e Ryan Seacrest). Desde então, tem sido transmitido anualmente entre os meses de agosto/setembro a dezembro. O programa é produzido pela Thames do grupo FremantleMedia (anteriormente, Talkback Thames) e a companhia Syco Entertainment de propriedade de Simon Cowell.
Sua transmissão é realizada pela ITV no Reino Unido e simultaneamente para a TV3 na República da Irlanda, com o programa The Xtra Factor (spin off) transmitido pela ITV2. O "X Factor" ("Fator X" em português) presente no título refere-se a uma coisa indefinível que faz de uma pessoa um(a) artista. O show foi concebido para substituir o programa Pop Idol, após esse ser colocado em um hiato indefinido após sua segunda temporada, principalmente porque Simon Cowell, que era um dos jurados do programa, desejar lançar um show cujos direitos fossem de sua propriedade. Os dois programas eram similares em vários aspectos o que gerou, posteriormente, uma disputa nos tribunais propriedade.

## História
O X Factor do Reino Unido foi criado pela Sony Music Entertainment e por Simon Cowell como substituto do Pop Idol. Cowell era um dos jurados e criadores do Pop Idol e quis lançar um show que detinha os créditos a ele, foi então que a ITV anunciou o novo programa criado por Simon Cowell chamado X Factor.

## Formato
O programa está principalmente vocacionado em encontrar novas estrelas. Para as primeiras temporadas foram apenas três jurados. Para as temporadas 1 até 3 a competição foi dividida em três categorias: Solo entre 16 a 24 anos, maiores de 25 anos e grupos (incluindo duplas). Nas temporadas 4 e 5 a idade mínima foi alterada passando para 14 anos. Com a inclusão de um novo jurado na quarta temporada o formato foi novamente alterado fazendo quatro categorias ao todo: "Garotos" (entre 14 a 25 anos), "Garotas" (entre 14 a 25 anos), Overs 25 (maiores de 25 anos) e Grupos. Para a sexta temporada, a idade mínima dos garotos e das garotas retornou a 16. Para a sétima temporada a idade dos Overs 25 mudou e se tornou Overs 28 (maiores de 28 anos).  e novamente foi alterado para 25 anos quando chegou em sua oitava temporada.
Existem cinco fases da competição:
- Fase 1: Audições com os produtores
- Fase 2: Audições com os jurados
- Fase 3: Bootcamp
- Fase 4: Desafio das 6 cadeiras
- Fase 5: Casa dos Jurados
- Fase 6: Apresentação ao vivo

### Audições
As audições começam na frente dos produtores por alguns meses antes do programa ir ao ar. Estas audições são realizadas em várias cidades do Reino Unido e atraem multidões. As audições com os produtores não são televisionadas por ser uma grande quantidade de pessoas, mas no decorrer do programa são mostradas várias imagens ao público. Os candidatos esperam no local da audição por algumas horas e têm uma breve audição por um integrante da produção. Após participar do processo de audição com os produtores é a vez de se apresentar na frente dos jurados.
Os testes na frente dos jurados são considerados a melhor parte do programa. Cada participante entra na sala de audição para uma performance com uma canção de sua preferência. A partir da sexta temporada o programa editou a forma de audições e começou a ser realizada também na frente de uma plateia. Após a apresentação os jurados falam o que acharam da performance e se o candidato está qualificado para continuar no programa. Se a maioria dos jurados falarem "sim" o candidato passa para a próxima fase, caso contrário, ficam eliminados.

### Bootcampe Casa dos Jurados
Os concorrentes são selecionados na fase audição e ainda precisam se apresentar na fase chamada Bootcamp, nessa fase os jurados selecionam 64 participantes para a 'Six Chair Challenge e começam a formar as categorias (Garotas, Garotos, Acima de 25 e Grupos), após a seleção os participantes vão para a fase seguinte chamada “Casa dos Jurados”. Nesta Casa, cada jurado fica responsável por uma categoria e são chamados de “mentor”. Cada jurado recebe sua categoria na sua própria casa ou em uma casa alugada, e escutam individualmente seus candidatos composto por 06 pessoas,normalmente nessa fase, cada jurado tem a ajuda de um convidado especial da sua escolha. Das 06 pessoas apenas 03 são escolhidos para os shows ao vivo. Com a direito a um Wildcard completando os 04 e o TOP 16.

### Apresentação ao vivo
Os shows ao vivo são compostos por várias performances dos participantes orientados por seu mentor (jurado). Nessa fase o candidato será votado pelo público e o menos votado será eliminado até restar o finalista. Em 2014 o show começou a ter eliminação dupla até chegar ao Top 5.
Os shows consistem em uma série de performances ao vivo dividido em duas partes, o primeiro show é a performance dos competidores com as músicas escolhidas pelo seu mentor em determinado tema o segundo show sai o resultado da votação do público, o menos votado é eliminado. Nessa fase artistas convidados também se apresentam regularmente. Esses shows são filmados no The Fountain Studios em Wembley,Londres.

## Apresentadores e Jurados

### Apresentadores
As três primeiras temporadas foram apresentadas por Kate Thornton. Thornton foi substituído na 4ª temporada por Dermot O'Leary, que assinou um contrato no valor de £1 milhão para apresentar duas séries do programa da ITV o X Factor e o Big Brother, Dermot saiu do Big Brother para se dedicar exclusivamente ao X Factor.

### Jurados
| Jurados            | Temporadas | Temporadas | Temporadas | Temporadas | Temporadas | Temporadas | Temporadas | Temporadas | Temporadas | Temporadas | Temporadas | Temporadas | Temporadas | Temporadas | Temporadas |
| Jurados            | 1          | 2          | 3          | 4          | 5          | 6          | 7          | 8          | 9          | 10         | 11         | 12         | 13         | 14         | 15         |
| ------------------ | ---------- | ---------- | ---------- | ---------- | ---------- | ---------- | ---------- | ---------- | ---------- | ---------- | ---------- | ---------- | ---------- | ---------- | ---------- |
| Simon Cowell       |            |            |            |            |            |            |            |            |            |            |            |            |            |            |            |
| Sharon Osbourne    |            |            |            |            |            |            |            |            |            |            |            |            |            |            |            |
| Louis Walsh        |            |            |            |            |            |            |            |            |            |            |            |            |            |            |            |
| Dannii Minogue     |            |            |            |            |            |            |            |            |            |            |            |            |            |            |            |
| Cheryl             |            |            |            |            |            |            |            |            |            |            |            |            |            |            |            |
| Gary Barlow        |            |            |            |            |            |            |            |            |            |            |            |            |            |            |            |
| Kelly Rowland      |            |            |            |            |            |            |            |            |            |            |            |            |            |            |            |
| Tulisa             |            |            |            |            |            |            |            |            |            |            | ★          |            |            |            |            |
| Nicole Scherzinger |            |            |            |            |            |            | ★          |            |            |            |            |            |            |            |            |
| Mel B              |            |            |            |            |            |            |            |            | ★          |            |            |            | ★          |            |            |
| Nick Grimshaw      |            |            |            |            |            |            |            |            |            |            |            |            |            |            |            |
| Rita Ora           |            |            |            |            |            |            |            |            | ★          |            |            |            |            |            |            |
| Louis Tomlinson    |            |            |            |            |            |            |            |            |            |            |            |            |            |            |            |
| Robbie Williams    |            |            |            |            |            |            |            |            |            |            |            |            |            |            |            |

Durante a 1ª e 3ª temporada os jurados foram executivos da música e produtores de TV, a bancada era composta por Simon Cowell, Sharon Osbourne e Louis Walsh. Paula Abdul foi uma jurada convidada nas audições em Londres na 3ª temporada. Após a 3ª temporada, Walsh foi retirado do show, sendo substituído pelo coreógrafo americano Brian Friedman, que foi contratado depois de ter impressionado Cowell no show Grease Is the Word. Uma quarta jurada foi contratada, a cantora, atriz e jurada do Australia's Got Talent, Dannii Minogue. Cowell contratou Minogue depois de ficar entusiasmado ao ver as filmagens da cantora como jurada na Austrália. No entanto, Friedman foi reatribuído o papel de diretor criativo e Cowell então chamou novamente Louis Walsh para retornar ao painel, assim a bancada foi composta por quatro jurados Simon Cowell, Sharon Osbourne, Louis Walsh e Dannii Minogue. Minogue se tornou a primeira jurada mulher a vencer o X Factor.
Em 6 de junho de 2008, seis dias antes das filmagens da 5ª temporada, a ITV confirmou que Osbourne havia deixado o show, e uma série de outros artistas e produtores foram abordados em relação a sua substituição, incluindo Melanie Brown, Paula Abdul e Sinitta. Em 9 de junho, a cantora das Girls Aloud, Cheryl Cole, foi confirmada como substituta de Sharon. Osbourne declarou que deixou o The X Factor porque ela não gostava de trabalhar com Dannii Minogue. Os quatro jurados da 5ª temporada voltaram para a 6ª temporada e Cheryl Cole se tornou a primeira jurada a ganhar duas temporadas seguidas.
Após a licença maternidade de Minogue na 7ª temporada, uma série de jurados convidados preencheram o painel. Os jurados convidados foram Geri Halliwel, Natalie Imbruglia, Katy Perry, Pixie Lott e Nicole Scherzinger. Em julho de 2010, Cole foi diagnosticada com malária na final das audições e a fase bootcamp prosseguiu com Nicole Scherzinger como uma jurada convidada. Em 5 de maio de 2011, foi confirmado que Simon Cowell e Cheryl Cole não estariam retornando à comissão julgadora para a 8ª temporada. Eles anunciaram que estavam deixando a versão britânica e iriam se concentrar na versão americana do programa. Em 14 de Maio de 2011 foi anunciado que Minogue também não retornaria ao programa.
Depois de Cole, Cowell e Minogue anunciar o afastamento, uma série de celebridades foi relacionada para ocupar a vaga de jurados incluindo Frankie Sandford, Noel Gallagher e Alesha Dixon. Em 30 de Maio, foi confirmado que Gary Barlow,Tulisa Contostavlos e Kelly Rowland  se juntariam a Louis Walsh para dar início à 8ª temporada.
Em 17 de abril de 2012, foi anunciado que Barlow continuaria na série para dar início à 9ª temporada. Em 3 de Maio, Walsh também confirmou seu retorno e Contostavlos também afirmou que voltaria. Rowland não retornou devido a outros compromissos em sua carreira, foi então que novos nomes para ocupar o cargo começaram a surgir, nomes como Katy Perry, Nicole Scherzinger, Melanie Brown e Anastacia. Enquanto o programa não encontrava uma substituta para ocupar o lugar deixado pro Kelly, várias celebridades começaram a ser convidadas para julgar nas audições. Geri Halliwell sentou-se para as audições em Liverpool, Leona Lewis, Nicole Scherzinger e Rita Ora apareceu como juradas convidadas nas audições em Londres. Mel B foi convidada para as audições em Manchester e Anastacia apareceu no painel de jurados nas audições em Glasgow.
Em 15 de junho de 2012 o programa X Factor anunciou que a cantora Nicole Scherzinger seria a substituta oficial de Kelly Rowland na 9ª temporada completando o painel de jurados.
Para a décima temporada do X Factor, muitos rumores surgiram antes de anunciar oficialmente a bancada de jurados. Tulisa Contostavlos que ocupava a bancada por dois anos seguidos, deixou o cargo em 21 de maio de 2013 em um comunicado oficial onde revelou que iria se dedicar a novos projetos.
A nova bancada de jurados na décima edição foi finalmente revelada oficialmente pelo site do programa em 22 de maio de 2013, o corpo de jurados é composto por Nicole Scherzinger, Louis Walsh, Gary Barlow e Sharon Osbourne, que ocupa o lugar deixado por Tulisa.
Durante o Live Show 1 do X Factor UK 2013, Gary Barlow afirmou que aquela seria sua última temporada no programa.
Os jurados da temporada 2014 são Simon Cowell, Louis Walsh, Mel B e Cheryl Cole. Foi marcada por ser a última temporada de Louis Walsh no show, que saia após 11 temporadas. No "Final Top 3", a jurada Mel B não apareceu, por motivos pessoais (segundo rumores do divórcio) e foi substituida por Tulisa Contostavlos.
No ano de 2015, Simon e Cheryl voltam ao painel, com Rita Ora (substituindo Mel B) e Nick Grimshaw (substituindo Walsh). O show será apresentado por Caroline Flack e Olly Murs, após a saída de Dermot O'Leary. Segundo Simon, o show terá algumas grandes mudanças, incluindo a "Live Judges Houses". O show estreou em Agosto.
Na temporada de 2016, a formação oficial retorna, com Simon Cowell, Sharon Osbourne, Louis Walsh e mais a participação de Nicole Scherzinger na bancada, assim como Dermot O'Leary retorna à função de apresentador do programa.
Na temporada de 2017, Simon Cowell, Sharon Osbourne, Louis Walsh e Nicole Scherzinger continuam na bancada, assim como Dermot O'Leary continua na função de apresentador do programa.

### Categorias dos jurados e seus finalistas
Em cada temporada, cada jurado recebe uma categoria para ser mentor e escolhe uma quantidade de candidatos (três ou quatro, dependendo da temporada) para seguir para as finais ao vivo. A tabela mostra cada temporada, a categoria de cada jurado e seus respectivos vencedores.
Chave:
     – Jurado ganhador / categoria. Os vencedores estão em negrito, os participantes eliminados nas fontes pequenas.
| Temporada | Simon Cowell                                                               | Sharon Osbourne                                                        | Louis Walsh                                                                 | —                                                                     |
| --------- | -------------------------------------------------------------------------- | ---------------------------------------------------------------------- | --------------------------------------------------------------------------- | --------------------------------------------------------------------- |
| 1         | Maiores de 25 Steve Brookstein Rowetta Satchell Verity Keays               | 16-24 Tabby Callaghan Cassie Compton Roberta Howett                    | Grupos G4 Voices with Soul 2 to Go                                          | —                                                                     |
| 2         | Grupos Journey South The Conway Sisters 4Tune Addictiv Ladies              | Maiores de 25 Andy Abraham Brenda Edwards Chico Slimani Maria Lawson   | 16-24 Shayne Ward Nicholas Dorsett Chenai Zinyuku Phillip Magee             | —                                                                     |
| 3         | 16-24 Leona Lewis Ray Quinn Nikitta Angus Ashley McKenzie                  | Maiores de 25 Ben Mills Robert Allen Kerry McGregor Dionne Mitchell    | Grupos The MacDonald Brothers Eton Road 4Sure The Unconventionals           | —                                                                     |
| Temporada | Simon Cowell                                                               | Sharon Osbourne                                                        | Louis Walsh                                                                 | Dannii Minogue                                                        |
| 4         | Grupos Same Difference Hope Futureproof                                    | Garotas Alisha Bennett Emily Nakanda Kimberley Southwick               | Maiores de 25 Niki Evans Beverley Trotman Daniel de Bourg                   | Garotos Leon Jackson Rhydian Roberts Andy Williams                    |
| Temporada | Simon Cowell                                                               | Cheryl Cole                                                            | Louis Walsh                                                                 | Dannii Minogue                                                        |
| 5         | Garotos Eoghan Quigg Austin Drage Scott Bruton                             | Garotas Alexandra Burke Diana Vickers Laura White                      | Grupos JLS Girlband Bad Lashes                                              | Maiores de 25 Ruth Lorenzo Rachel Hylton Daniel Evans                 |
| 6         | Maiores de 25 Olly Murs Danyl Johnson Jamie Archer                         | Garotos Joe McElderry Lloyd Daniels Rikki Loney                        | Grupos John & Edward Miss Frank Kandy Rain                                  | Garotas Stacey Solomon Lucie Jones Rachel Adedeji                     |
| 7         | Grupos One Direction Belle Amie Diva Fever F.Y.D.                          | Garotas Rebecca Ferguson Cher Lloyd Katie Waissel Treyc Cohen          | Maiores de 28 Mary Byrne Wagner John Adeleye Storm Lee                      | Garotos Matt Cardle Paije Richardson Aiden Grimshaw Nicolò Festa      |
| Temporada | Gary Barlow                                                                | Tulisa Contostavlos                                                    | Louis Walsh                                                                 | Kelly Rowland                                                         |
| 8         | Garotos Marcus Collins Craig Colton Frankie Cocozza James Michael          | Grupos Little Mix The Risk Nu Vibe 2 Shoes                             | Maiores de 25 Kitty Brucknell Johnny Robinson Sami Brookes Jonjo Kerr       | Garotas Amelia Lily Misha B Janet Devlin Sophie Habibis               |
| Temporada | Gary Barlow                                                                | Tulisa Contostavlos                                                    | Louis Walsh                                                                 | Nicole Scherzinger                                                    |
| 9         | Maiores de 28 Christopher Maloney Kye Sones Melanie Masson Carolynne Poole | Garotas Ella Henderson Lucy Spraggan Jade Ellis                        | Grupos Union J District3 MK1                                                | Garotos James Arthur Jahméne Douglas Rylan Clark                      |
| Temporada | Gary Barlow                                                                | Sharon Osbourne                                                        | Louis Walsh                                                                 | Nicole Scherzinger                                                    |
| 10        | Grupos Rough Copy Kingsland Road Miss Dynamix                              | Maiores de 25 Sam Bailey Shelley Smith Lorna Simpson                   | Garotos Nicholas McDonald Luke Friend Sam Callahan                          | Garotas Tamera Foster Hannah Barrett Abi Alton                        |
| Temporada | Cheryl Fernandez-Versini                                                   | Simon Cowell                                                           | Mel B                                                                       | Louis Walsh                                                           |
| 11        | Garotas Lauren Platt Lola Saunders Chloe Jasmine Stephanie Nala            | Maiores de 25 Ben Haenow Fleur East Stevie Richie Jay James            | Garotos Andrea Faustini Paul Akister Jack Walton Jake Quickenden            | Grupos Stereo Kicks Only The Young Overload Generation Blonde Electra |
| Temporada | Rita Ora                                                                   | Simon Cowell                                                           | Nick Grimshaw                                                               | Cheryl Fernandez-Versini                                              |
| 12        | Garotas Louisa Johnson Lauren Murray Monica Michael Kiera Weathers         | Maiores de 28 Anton Stephans Max Stone Bupsi                           | Garotos Ché Chesterman Mason Noise Seann Miley Moore                        | Grupos Reggie 'N' Bollie 4th Impact Alien Uncovered                   |
| Temporada | Simon Cowell                                                               | Sharon Osbourne                                                        | Nicole Scherzinger                                                          | Louis Walsh                                                           |
| 13        | Garotas Emily Middlemas Sam Lavery Gifty Louise                            | Maiores de 25 Saara Aalto Honey G Relley C                             | Garotos Matt Terry Ryan Lawrie Freddy Parker                                | Grupos 5 After Midnight Four of Diamonds Brooks Way Bratavio          |
| 14        | Grupos Rak-Su The Cutkelvins Sean and Conor Price Jack and Joel            | Garotas Grace Davies Holly Tandy Rai-Elle Williams Alisah Bonaobra     | Maiores de 28 Kevin Davy White Matt Linnen Tracyleanne Jefford Talia Dean   | Garotos Lloyd Macey Sam Black Leon Mallet Spencer Sutherland          |
| Temporada | Simon Cowell                                                               | Louis Tomlinson                                                        | Robbie Williams                                                             |                                                                       |
| 15        | Garotas Scarlett Lee Shan Ako Bella Penfold Molly Scott                    | Garotos Dalton Harris Anthony Russell Brendan Murray Armstrong Martins | Maiores de 28 Danny Tetley Giovanni Spano Janice Robinson Olatunji Yearwood | Grupos Acacia & Aaliyah Misunderstood United Vibe LMA Choir           |

## Sumário de temporadas
Concorrente/Mentor(a) da categoria "Boys" (Garotos)

     Concorrente/Mentor(a) da categoria "Girls" (Garotas) 

     Concorrente/Mentor(a) da categoria "16-24s" (16 a 24 anos)

     Concorrente/Mentor(a) da categoria "Overs", "Over 25s" ou "Over 28s" (Maiores, Maiores de 25 ou Maiores de 28)

     Concorrente/Mentor(a) da categoria "Groups" (Grupos)
| Temp. | Estreia               | Final                  | Vencedor(a)      | Vice              | 3.º Lugar           | Mentor vencedor     | Apresentador(es)           | Mentores e categorias | Mentores e categorias | Mentores e categorias | Mentores e categorias |
| ----- | --------------------- | ---------------------- | ---------------- | ----------------- | ------------------- | ------------------- | -------------------------- | --------------------- | --------------------- | --------------------- | --------------------- |
| 1     | 4 de setembro de 2004 | 11 de dezembro de 2004 | Steve Brookstein | G4                | Tabby Callaghan     | Simon Cowell        | Kate Thornton              | Simon                 | Sharon                | Louis W.              |                       |
| 2     | 20 de agosto de 2005  | 17 de dezembro de 2005 | Shayne Ward      | Andy Abraham      | Journey South       | Louis Walsh         | Kate Thornton              | Simon                 | Sharon                | Louis W.              |                       |
| 3     | 19 de agosto de 2006  | 16 de dezembro de 2006 | Leona Lewis      | Ray Quinn         | Ben Mills           | Simon Cowell        | Kate Thornton              | Simon                 | Sharon                | Louis W.              |                       |
| 4     | 18 de agosto de 2007  | 15 de dezembro de 2007 | Leon Jackson     | Rhydian Roberts   | Same Difference     | Dannii Minogue      | Dermott O'Leary            | Simon                 | Dannii                | Sharon                | Louis W.              |
| 5     | 16 de agosto de 2008  | 13 de dezembro de 2008 | Alexandra Burke  | JLS               | Eoghan Quigg        | Cheryl Cole         | Dermott O'Leary            | Simon                 | Dannii                | Cheryl                | Louis W.              |
| 6     | 22 de agosto de 2009  | 13 de dezembro de 2009 | Joe McElderry    | Olly Murs         | Stacey Solomon      | Cheryl Cole         | Dermott O'Leary            | Simon                 | Cheryl                | Dannii                | Louis W.              |
| 7     | 21 de agosto de 2010  | 12 de dezembro de 2010 | Matt Cardle      | Rebecca Ferguson  | One Direction       | Dannii Minogue      | Dermott O'Leary            | Simon                 | Cheryl                | Dannii                | Louis W.              |
| 8     | 20 de agosto de 2011  | 11 de dezembro de 2011 | Little Mix       | Marcus Collins    | Amelia Lily         | Tulisa Contostavlos | Dermott O'Leary            | Gary                  | Kelly                 | Tulisa                | Louis W.              |
| 9     | 18 de agosto de 2012  | 9 de dezembro de 2012  | James Arthur     | Jahméne Douglas   | Christopher Maloney | Nicole Scherzinger  | Dermott O'Leary            | Gary                  | Nicole                | Tulisa                | Louis W.              |
| 10    | 31 de agosto de 2013  | 15 de dezembro de 2013 | Sam Bailey       | Nicholas McDonald | Luke Friend         | Sharon Osbourne     | Dermott O'Leary            | Nicole                | Gary                  | Sharon                | Louis W.              |
| 11    | 30 de agosto de 2014  | 14 de dezembro de 2014 | Ben Haenow       | Fleur East        | Andrea Faustini     | Simon Cowell        | Dermott O'Leary            | Simon                 | Cheryl                | Mel B                 | Louis W.              |
| 12    | 29 de agosto de 2015  | 13 de dezembro de 2015 | Louisa Johnson   | Reggie 'n' Bollie | Ché Chesterman      | Rita Ora            | Olly Murs & Caroline Flack | Simon                 | Cheryl                | Rita                  | Nick                  |
| 13    | 27 de agosto de 2016  | 11 de dezembro de 2016 | Matt Terry       | Saara Aalto       | 5 After Midnight    | Nicole Scherzinger  | Dermott O'Leary            | Simon                 | Nicole                | Sharon                | Louis W.              |
| 14    | 2 de setembro de 2017 | 3 de dezembro de 2017  | Rak-Su           | Grace Davies      | Kevin Davy White    | Simon Cowell        | Dermott O'Leary            | Simon                 | Nicole                | Sharon                | Louis W.              |
| 15    | 1 de setembro de 2018 | 2 de dezembro de 2018  | Dalton Harris    | Scarlett Lee      | Anthony Russell     | Louis Tomlinson     | Dermott O'Leary            | Simon                 | Louis T.              | Ayda                  | Robbie                |

## The Xtra Factor
O The Xtra Factor é um spin off do programa original, exibido na ITV2 desde 2004. Neste programa, são exibidos os bastidores do show, audições, performances engraçadas (Audições e Bootcamp), entrevista com os participantes e telefonemas para os jurados. O programa é exibido logo após o episódio do The X Factor, este no ITV1. É conhecido por revelar a porcentagem de votação dos Live Shows no último episódio, após a final ao vivo. Em 2012, por exemplo, ficamos sabendo de primeira mão que Christopher Manoley ganhou grande parte dos shows ao vivo, mas ficou em terceiro lugar.